# Rucewo (województwo warmińsko-mazurskie)
Rucewo (niem. Rotzung, Rotzingscher Winkel) – wieś w Polsce położona w województwie warmińsko-mazurskim, w powiecie iławskim, w gminie Zalewo.
W latach 1975–1998 miejscowość położona była w województwie olsztyńskim.

## Historia
W latach 1945-46 miejscowość nosiła nazwę Rozciąg.
Wieś wzmiankowana w dokumentach z roku 1712, jako wieś szkatułowa na trzech włókach. W roku 1782 we wsi odnotowano cztery domy, natomiast w 1858 w 6 gospodarstwach domowych było 55 mieszkańców. W latach 1937–39 było 56 mieszkańców. W roku 1973 wieś należała do powiatu morąskiego, gmina Zalewo, poczta Jerzwałd.